# لوتز ماک
لوتز ماک (آلمانی: Lutz Mack؛ زادهٔ ۹ اکتبر ۱۹۵۲) ژیمناست هنری اهل آلمان بود.